# L'Intérieur au chien
L'Intérieur au chien – ou La Branche de magnolia – est un tableau réalisé par le peintre français Henri Matisse en 1934. Cette huile sur toile représente un chien dormant sous une table où se trouve notamment un pot de fleurs. Elle est conservée au musée d'Art de Baltimore, à Baltimore, aux États-Unis.